# Леблон
Леблон (од француске ријечи Le Blond) је отмјена четврт Рио де Жанеира, западно од четврти, и плаже Ипанеме. Слична је Ипанеми, са разликом што је још ексклузивнија.